# 羅爾多夫阿亨河

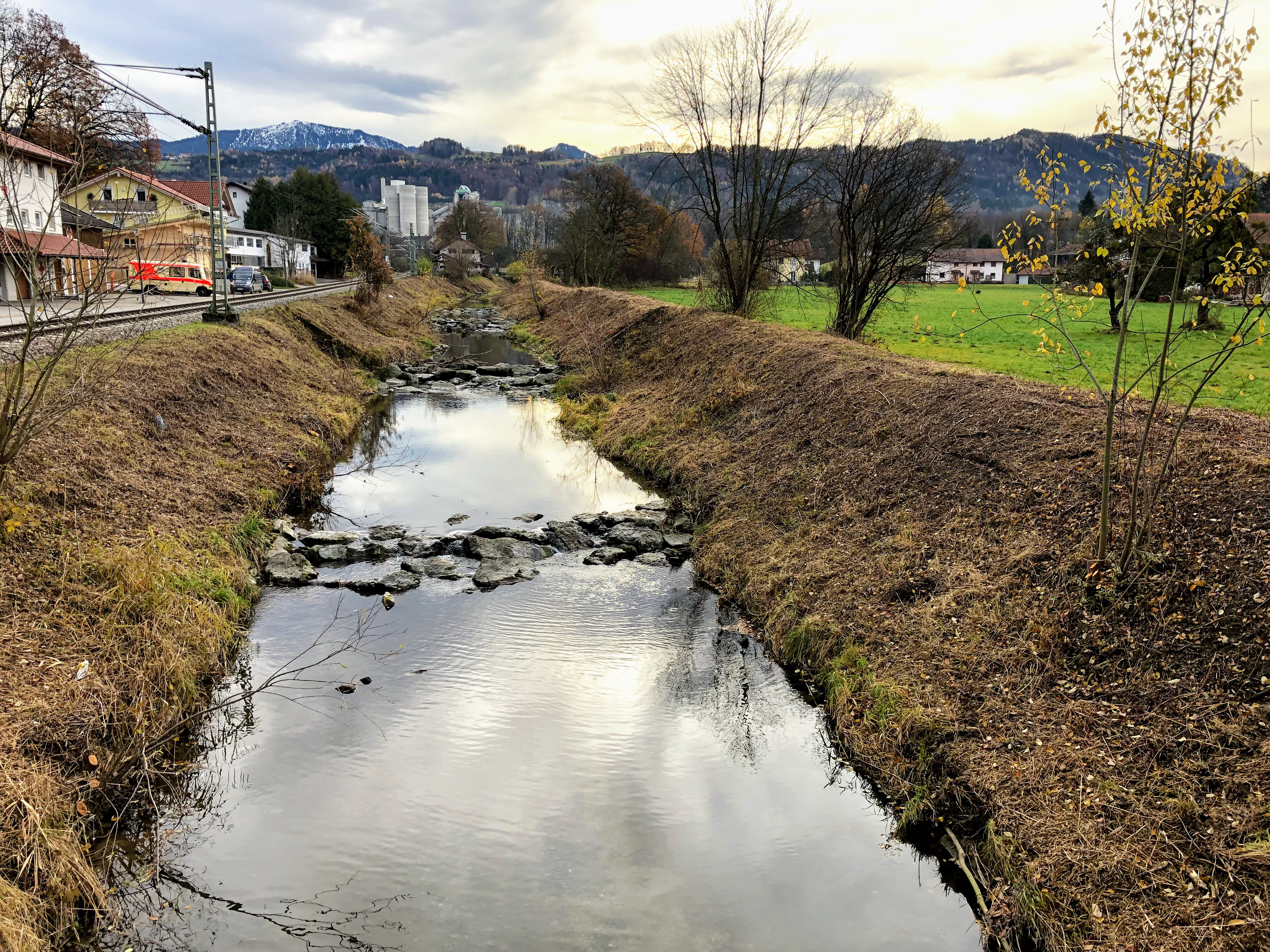

47°51′10″N 12°08′51″E / 47.85275°N 12.14759°E
羅爾多夫阿亨河（德語：Rohrdorfer Achen），是德國的河流，位於該國東南部，由巴伐利亞負責管轄，屬於因河的右支流，河道全長18.6公里，流域面積170.8平方公里，流經羅森海姆縣。